# Terug naar Oosterdonk
Terug naar Oosterdonk (1997) is een meermaals bekroonde Vlaamse dramaserie, geregisseerd door Frank Van Passel naar een scenario van Guido Van Meir over de teloorgang van het fictieve Vlaamse polderdorp Oosterdonk (samenvoeging van Oosterweel en Wilmarsdonk). De serie is een coproductie van de Vlaamse openbare omroep VRT en Favourite Films.

## Voorgeschiedenis
Guido Van Meir schreef in 1975 regelmatig columns voor Humo, onder meer over een oude dorpsfiguur genaamd "Pietje De Leugenaar". Dit personage werd steevast afgebeeld naast een foto van een oude, besnorde man met een werkmanspet. Hij leek dus qua uiterlijk niet op de Pietje de Leugenaar die Dirk Roofthooft later in de televisieserie Terug naar Oosterdonk neerzette.
De foto van Pietje zoals die destijds in Humo gebruikt werd om Van Meirs columns te illustreren werd door striptekenaar Marc Sleen overgetekend in het Nero (strip)album "Baraka" (1986). Pietje staat in strook 22 naast Jo Lemaire aan Nero's frietkraam.
In 1984 begon Van Meir zijn langlopende cursiefjesreeks "Het wordt te veel voor Corneel" en verdween Pietje de Leugenaar meer naar de achtergrond.
In 1997 werd Pietje de Leugenaar weer bovengehaald als de geheimzinnige dorpsfiguur in de televisiebewerking van Van Meirs verhaal Terug naar Oosterdonk.

## Verhaal
Het verhaal van "Terug naar Oosterdonk" begint op de begrafenis van Louis, de vader van televisiepresentator Brecht Bosmans. Brecht ontdekt een briefje waarin zijn vader verzoekt ene Jos Teugels uit te nodigen op zijn begrafenis. Teugels was een oude dorpsgenoot van Louis uit Oosterdonk van wie al jaren niets meer geweten is. Brecht begint samen met enkele kennissen die allemaal in Oosterdonk hebben gewoond herinneringen op te halen aan het dorp en de geheimzinnige dorpsfiguur Pietje De Leugenaar die in magisch contact met de natuur stond. Rudy, de assistent van Brecht, komt Jos Teugels op het spoor en regelt dat hij naar het café komt waar iedereen verzameld zit. Ondertussen komt er steeds meer informatie over de laatste keer dat Teugels gezien is boven. Naar verluidt waren hierbij ook Pietje en ingenieur Custers die havenwerken leidde waardoor Oosterdonk moest verdwijnen aanwezig...

## Personages en vertolkers
- Pietje De Leugenaar – Dirk Roofthooft
- Robrecht "Brecht" Bosmans – Rik Van Uffelen
- Brechtje Bosmans (1954-1960) – Ides Meire
- Gusta Bosmans – Katelijne Damen
- Janis Bosmans – Lien Kneepkens
- Louis Bosmans – Marc Van Eeghem
- Seppe Sebrechts – Fred Van Kuyk
- Meester Moens – Peter Van den Eede
- Jos Teugels (1954-1960) – Günther Lesage
- Fien – Dora van der Groen
- Walter Bolle – Michel Van Dousselaere
- Walterke Bolle (1954-1960) – Elm Vandervorst
- Treske – Rosemarie Bergmans
- Treske (1954-1960) – Sally-Jane Van Horenbeeck
- Elza Mees – Mia Van Roy
- Elzake Mees (1954-1960) – Rilke Eyckermans
- Jeanne – Guusje van Tilborgh
- Jeanne (1954-1960) – Antje De Boeck
- Robert Custers – Damiaan De Schrijver
- Eddy – Marc Peeters
- Slager – Walter Cornelis
- Tuur – Axel Daeseleire
- Pekker – Robert de la Haye
- Rudy – Gert Lahousse
- Verpleegster – An Miller
- Broeder-directeur – Jan Pauwels
- Grootvader – Leo Rozenstraten
- Omroeper – Johan Terryn
- Guido – Jaak Van Assche
- Swa – Paul Wuyts
- Marcel Van Gorp (1954-1960) - Senjka Damhieux
- Jacky Van Huffel (1954-1960) – Senne Dehandschutter
- Karolien "Karlien" Hendrickx – Joanna Geldof
- Gustje Verswijfel – Marc Lauwrys
- André – Thomas Schoofs
- Oude boer – Bert Struys
- Etienne – Tim Van Herberghen
- Vic Van Gorp (1954-1960) – Geert Vermeulen
- Karolien "Karlien" Hendrickx (1954-1960) – Saskia Debaere
- Peer – Luk D'Heu
- Notaris – Guido Lauwaert
- Jakobus "Den Bult" Uyttendale – Antoine Van der Auwera
- Pastoor – Rikkert Van Dijck
- Politie-officier – Warre Borgmans
- Vic Van Gorp – Hugo Danckaert
- Marcel Van Gorp – Kurt Defrancq
- Frans Beirnaerts – Ludo Hoogmartens
- Geluidsman – Stefan Perceval
- Aloïs – Willy Vandermeulen
- Reporter – Adriaan Van den Hoof
- Delegué – Roger Van Kerpel
- Jacky Van Huffel – Erik Verschueren
- Deurwaarder – Dirk Lavrysen
- Vrouw Van Gorp – Fania Sorel
- Officier 2 – Patje De Neve
- Gentil – Dieudonné Kabongo
- Brecht 1964 – Mathias Meire
- Jos Teugels – François Beukelaers

## Over de reeks
Het verhaal van Oosterdonk is geïnspireerd op de ten noorden van Antwerpen gelegen polderdorpen Oosterweel, Wilmarsdonk (let op de gelijkenis van deze namen met Oosterdonk), Oorderen en Lillo. Deze gemeenten moesten vorige eeuw verdwijnen om plaats te maken voor de Antwerpse haven. Begin 21e eeuw wil men ook het dorp Doel dit lot laten ondergaan.
Los daarvan was het ook een nostalgisch en melancholisch eerbetoon aan het verdwijnen van de typisch volkse Vlaamse plattelandsdorpjes, door de opkomende industrialisering en mediatisering. Dirk Roofthooft trok voor zijn rol als Pietje de natuur in en zat vooral in het Verdronken Land van Saeftinghe en de Kalmthoutse Heide.
Regisseur Frank Van Passel, die eerder succes had geboekt met zijn debuutfilm Manneken Pis (1995), wilde oorspronkelijk het verhaal verfilmen voor bioscoop, maar uiteindelijk werd het een zesdelige televisiereeks die oorspronkelijk op BRTN TV1 (tegenwoordig één) zou vertoond worden. De toenmalige BRTN-bazen vonden de reeks echter "te moeilijk" en "te traag" om op het eerste net van de Vlaamse openbare omroep te belanden en daardoor werd de reeks uiteindelijk op het tweede net TV2 (tegenwoordig Canvas) uitgezonden. Acteur Dirk Roofthooft, die in de reeks Pietje vertolkte, vindt het nog steeds een van de grootste ontgoochelingen uit zijn carrière dat men het publiek zo onderschatte. Daardoor werd de reeks door veel minder mensen bekeken.
Een ander probleem was dat de toenmalige BRTN-directie vond dat Pietje duidelijk verstaanbaar was en zij daarom zijn dialect, dat een mengelmoes van allerlei Vlaamse dialecten was, niet ondertitelden.
Na de eerste twee afleveringen waren er veel klachten binnengekomen van kijkers die Pietje niet konden verstaan. Als gevolg besloot de BRTN de door de makers geëiste ondertitelingen alsnog aan te brengen. Ook de steeds wisselende programmatie-uren zorgden ervoor dat de reeks lastig te volgen werd.
De reeks kreeg een tweede kans in 2011, toen de VRT besliste om ze heruit te zenden in het kader van haar besparingsplan. Ditmaal werd de reeks op het eerst net (één) uitgezonden op zondagavond in prime-time. Ditmaal werd Pietje vanaf aflevering 1 ondertiteld en tevens waren er ook ondertitels voor de hele aflevering beschikbaar via teletekst.

## Bekroningen
Terug naar Oosterdonk werd vele malen bekroond (in 1997 bijvoorbeeld met de HA! van Humo en Humo's Prijs van de Kijker) en wordt beschouwd als een van de beste televisieprogramma's die ooit op de Vlaamse televisie te zien waren. De serie werd in Nederland ook door de KRO uitgezonden.